# 두더지과
두더지과(Talpidae)는 진무맹장목에 속하는 두더지와 땃쥐류, 데스만류 그리고 기타 중간 크기의 작은 식충동물을 포함하고 있는 포유류 분류군이다. 두더지류는 모두 땅을 파고 들어가는 습성을 갖고 있으며, 종류별로 여러 단계가 있다. 두더지는 땅 속 밑에 사는 동물이다. 땃쥐두더지류와 동아시아두더지류는 약간 덜 하며, 그러나 데스만류는 기본적으로 수생동물이지만 겨울잠을 잘 때는 굴을 판다. 반면에 별코두더지는 매우 독특하여, 물과 땅 속 양쪽에 적응하여 발달했다. 두더지류는 북반구와 아시아 남부 지역, 유럽, 북아메리카에 걸쳐 발견되지만, 아일랜드와 멕시코 북부 지역 아래의 아메리카 지역에서는 발견되지 않는다.

## 하위 종
두더지과는 3아과, 17속 46종으로 이루어져 있다.
- 동아시아두더지아과 (Uropsilinae) - 아시아에 서식하는 땃쥐를 닮은 두더지류 (중국 땃쥐두더지류)
  - 동아시아두더지속 (Uropsilus) - 중국, 부탄, 미얀마에 서식하는 4종
- 신세계두더지아과 (Scalopinae) - 신대륙의 두더지
  - 별코두더지족 (Condylurini)
    - 별코두더지속 (Condylura) - 단일종

  - 신대륙두더지족 (Scalopini) - 신대륙두더지
    - 털꼬리두더지속 (Parascalops) - 단일종, 북아메리카 동북 지역에 서식.
    - 동부두더지속 (Scalopus) - 단일종, 북아메리카에 서식.
    - 간쑤두더지속 (Scapanulus) - 단일종, 중국에 서식.
    - 스카파누스속 (Scapanus) - 북아메리카 서부 지역에 서식
- 두더지아과 (Talpinae) - 구대륙 두더지, 데스만류, 땃쥐두더지류
  - 두더지족 (Talpini) - 구대륙의 두더지
    - 미주라두더지속 (Euroscaptor) - 아시아에 서식하는 8종의 두더지
    - 두더지속 (Mogera) - 일본, 한국, 중국 동부 지역에 서식하는 9종
    - 흰꼬리두더지속 (Parascaptor) - 단일종, 남아시아에 서식
    - 작은얼굴두더지속 (Scaptochirus) - 중국
    - 유럽두더지속 (Talpa) - 유럽과 서아시아에 서식하는 9종의 두더지.

  - 긴꼬리두더지족 (Scaptonychini)
    - 긴꼬리두더지속 (Scaptonyx) - 단일종, 중국과 미얀마에 서식.

  - 데스만족 (Desmanini) - 데스만류
    - 데스만속 (Desmana)
    - 피레네데스만속 (Galemys)

  - 일본뒤쥐족 (Urotrichini) - 일본뒤쥐
    - 디메코돈속 또는 히메히미즈속 (Dymecodon)
    - 일본뒤쥐속 (Urotrichus)

  - 아메리카뒤쥐족 (Neurotrichini) - 신대륙뒤쥐류
    - 아메리카뒤쥐속 (Neurotrichus) - 미국 태평양 북서부, 브리티시 콜롬비아 남서부